# Линдюк Ігор Васильович
Линдюк Ігор Васильович — старший лейтенант Національної гвардії України, учасник російсько-української війни. Командир бойової снайперської групи групи розвідки спеціального призначення ОЗСП «Азов». Загинув у ході російського вторгнення в Україну в 2022 році під час оборони м. Маріуполь.

## Життєпис
З початку війни в 2014 році — доброволець в батальйоні «Золоті ворота». З жовтня 2015 — у національній гвардії, ОЗСП «Азов».

## Обставини загибелі
23.03.2022, під час виконання бойового завдання отримав поранення, несумісні з життям.

## Нагороди
- орден «За мужність» III ступеня (2022, посмертно) — за особисту мужність і самовіддані дії, виявлені у захисті державного суверенітету та територіальної цілісності України, вірність військовій присязі, зразкове виконання службового обов'язку.